# Annemarie Burckhardt
Annemarie Burckhardt, verheiratet Annemarie Burckhardt-Wackernagel (* 3. März 1930 in Basel; † 15. Juli 2012) war eine schweizerische Objektkünstlerin.

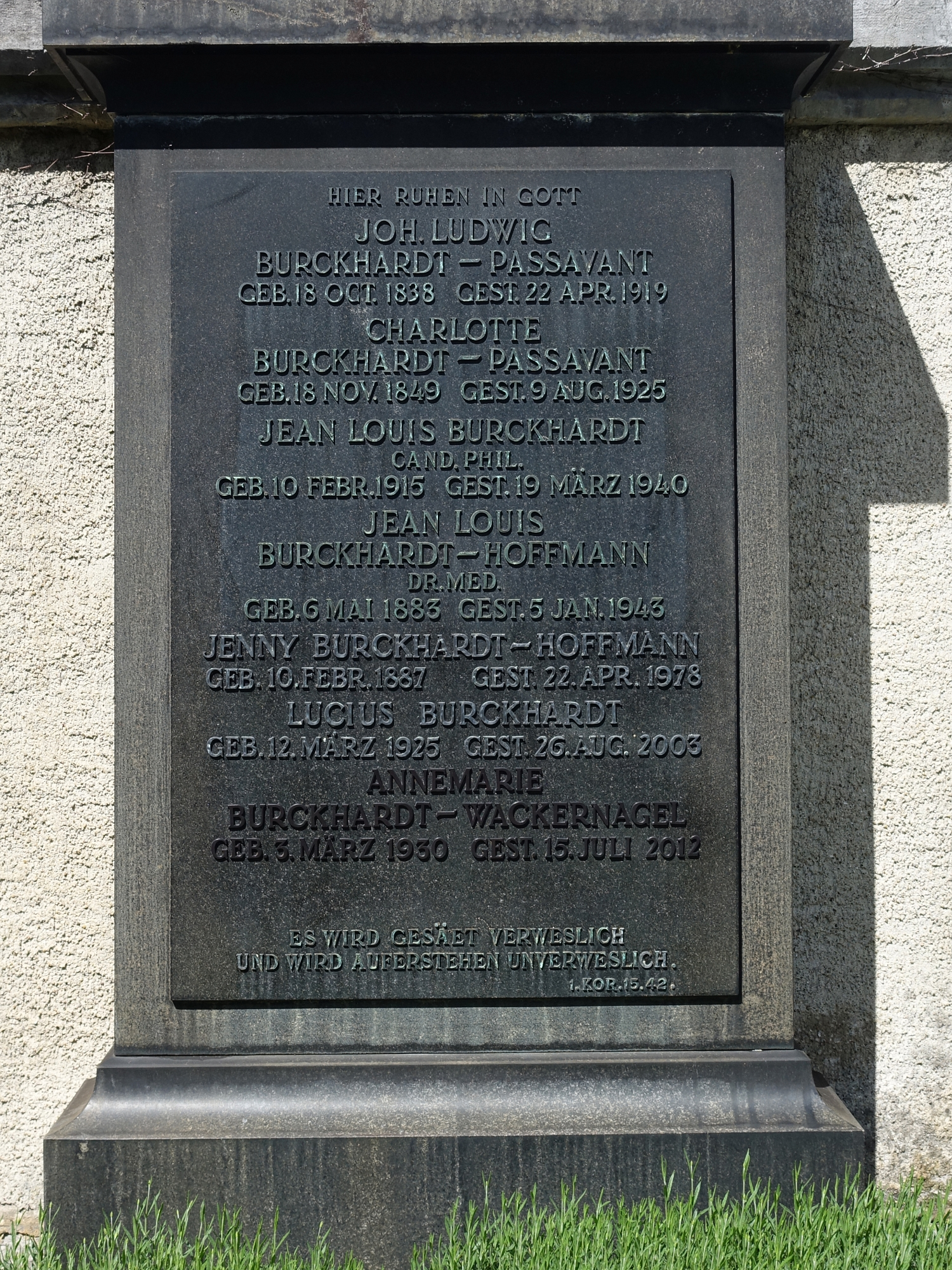
Grab, Wolfgottesacker, Basel

## Leben und Werk
Annemarie Wackernagel war seit 1955 mit Lucius Burckhardt verheiratet und arbeitete mit ihm zusammen. 1973 zog sie mit ihrem Mann, der an der dortigen Gesamthochschule lehrte, nach Kassel. Gemeinsam entwickelten sie in den 1980er Jahren die Promenadologie, eine kulturwissenschaftliche und ästhetische Methode, die darauf zielt, die Bedingungen der Umweltwahrnehmung bewusstzumachen und sie zu erweitern.
1981 wurde ihr der Preis des «Deutschen Nationalkomitees für Denkmalschutz» verliehen. Mit dem falschen Katalog für die documenta IX fertigte Annemarie Burckhardt ein Buchobjekt, das 1991 für Aufsehen sorgte.
Nach 1986, dem Jahr der Atomreaktor-Katastrophe von Tschernobyl und der Chemie-Katastrophe von Schweizerhalle, gründeten die Burckhardts mit Gleichgesinnten die GAB (Grüne und Alternative Basel), die zusammen mit der Grünen Partei Basel und anderen Organisationen 1987 einige Sitze im Basler Grossen Rat eroberte.
1996 wurde Annemarie Burckhardt als grüne Kandidatin in den Grossen Rat Basel-Stadt gewählt, dem sie bis 2001 angehörte, sie äusserte sich dort vor allem zu Fragen der Sozialplanung und Stadtentwicklung.
1996 zog Annemarie Burckhardt mit ihrem Mann definitiv nach Basel zurück, wo die beiden zeitlebens ihren Hauptwohnsitz hatten. Sie hat sich mit ihrem Mann zusammen dafür engagiert, den öffentlichen Raum kreativ und demokratisch zu gestalten.
Nach dem Tod von Lucius Burckhardt 2003 gründete Annemarie Burckhardt 2009 die Lucius und Annemarie Burckhardt Stiftung. Ihre letzte Ruhestätte fand sie auf dem Wolfgottesacker in Basel. Das Paar war 2017 postum auf der documenta 14 in Kassel und Athen vertreten.